# Streeproest
De streeproest (Puccinia striiformis) is een schadelijke schimmel. De uredosporen zijn geeloranje. Er zijn verschillende forma specialis en fysio's van deze schimmel. Nieuwe fysio's worden gemakkelijk gevormd, waardoor resistentie van een ras snel doorbroken kan worden. De streeproest kan zowel verschillende granen als grassen aantasten.

## Forma specialis
- Puccinia striiformis f.sp. tritici tast gewone tarwe aan.
- Puccinia striiformis f.sp. triticale tast triticale aan.
- Puccinia striiformis f.sp. hordei tast gerst aan.
- Puccinia striiformis f.sp. poae tast onder andere veldbeemdgras aan.
- Puccinia striiformis f.sp. secalis tast rogge aan.
- Puccinia striiformis f.sp. elymus tast kweek aan.
- Puccinia striiformis f. sp. leymi tast Leymus secalinus (wilde rogge) aan.
- Puccinia striiformis f.sp. agropyron tast Agropyron-soorten aan.

## Fysio's
In 1961 zijn in Nederland drie nieuwe fysio's gevonden:
- 'Falco'-fysio,
- 'Opal'-fysio en
- 'Cleo'-fysio.

Het 'Falco'-fysio en het 'Opal'-fysio behoren tot het 'Etoile de Choisy'-fysio. Deze fysio's vormen de 'Nord'-groep. Daarnaast wordt de 'Rubis'-groep onderscheiden. Het 'Cleo'-fysio heeft in 1961 de resistentie tegen beide groepen doorbroken en kan beter de winter overleven dan de daarvoor bekende fysio's.
In 1986 worden in de Nederlandse Beschrijvende Rassenlijst voor Landbouwgewassen de volgende fysio's genoemd:
- 108 E 41
- 234 E 139
- 108 E 141
- 41 E 168
- 43 E 138
- 107 E 139

In 2011 werd het 'Warrior'-fysio voor het eerst waargenomen.
De virulentiegenen worden aangeduid met Yr gevolgd door een cijfer of een letter, bijvoorbeeld Yr2, YrA.

## Levenscyclus

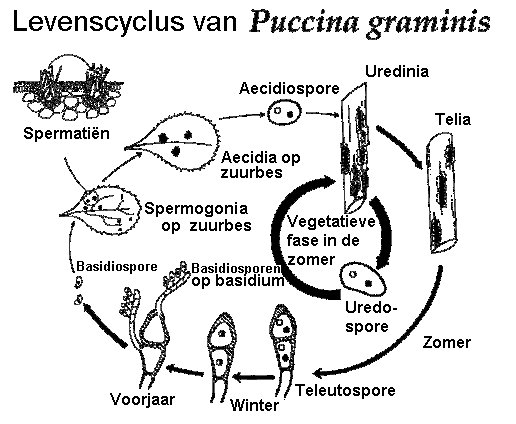
Streeproest heeft dezelfde levenscyclus

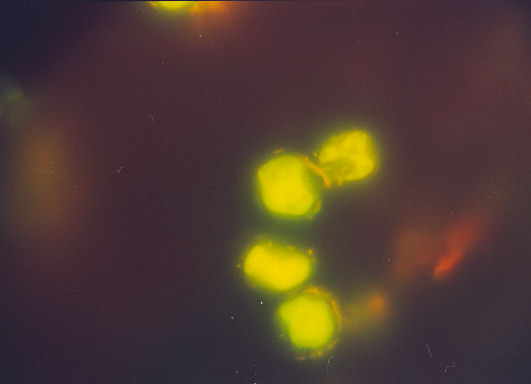
Uredosporen

De tussenwaardplant van streeproest is zuurbes (Berberis vulgaris). De overwintering vindt plaats op de tussenwaardplant of als teleutospore of mycelium. Bij vorst sterven de teleutosporen af en bij strenge vorst ook het mycelium.
De levenscyclus bestaat uit vijf stadia, die op twee verschillende waardplanten doorlopen worden.
Op de graanplant vindt de vegetatieve fase plaats en worden teleutosporen, basidiosporen en uredosporen gevormd en op de zuurbes (Berberis vulgaris) vindt de generatieve fase plaats, waarbij spermatiën en aecidiosporen gevormd worden.
De teleutospore is de dikwandige, gekleurde rustspore, die in de loop van het seizoen gevormd wordt in het telium (vruchtlichaam). Het telium wordt net voor het afsterven van de waardplant gevormd. De gesteelde teleutospore is tweecellig en heterothallisch. In het voorjaar kiemt de teleutospore en vormt een basidium, waarop de basidiospore gevormd wordt. De basidiospore infecteert de waardplant en vormt daar een spermogonium met spermatiën en receptieve hyfen. Na bevruchting van een receptieve hyfe van het spermogonium door een spermatium met een ander paringstype, wordt een aecidium met haploïde-dikaryotische aecidiosporen gevormd. De aecidiospore kiemt op de graanplant, waarna een uredinium gevormd wordt.
De uredosporen liggen in een dunne slijmlaag in de uredinia. Daardoor worden samengekleefde sporen in plaats van afzonderlijke sporen door de wind of de regen verspreid. De uredosporen kiemen bij temperaturen boven de 0 °C als er water aanwezig is. Gunstige omstandigheden voor infectie zijn een temperatuur tussen 10 en 15 °C, een hoge luchtvochtigheid en een hoge lichtintensiteit. De kiemhyfen dringen door de huidmondjes de plant binnen. In het begin van de aantasting liggen de uredinia verspreid over het blad, later liggen ze in rijen tussen de nerven. Het uredinium vormt uredosporen, die vervolgens weer een uredinium vormen. Later in het seizoen vormt ten slotte een uredinium teleutosporen, doordat het overgaat in een telium.
Doordat op de zuurbes de generatieve fase zich afspeelt, vindt hier ook de genetische uitwisseling plaats. Daardoor kunnen er gemakkelijk nieuwe fysio's gevormd worden. Deze schimmel tast naast gewone tarwe ook gerst en triticale aan. Op deze planten vindt alleen de vegetatieve fase plaats, waardoor op deze planten alleen door mutaties nieuwe fysio's gevormd kunnen worden, wat minder snel gaat dan bij genetische uitwisseling.